# Sneltram Hasselt - Maastricht
De Sneltram Hasselt – Maastricht was een door De Lijn voorgestelde sneltramverbinding van Hasselt naar Maastricht. Het project was een onderdeel van het Spartacusplan dat de OV-verbindingen in Belgisch-Limburg wilde moderniseren, maar de plannen werden herhaaldelijk uitgesteld en van diverse zijden bekritiseerd en geamendeerd. 
In mei 2022 maakte de Vlaamse Regering-Jambon bekend dat het plan voor een sneltram niet doorgaat. Een nieuw voorstel van Vlaamse zijde behelst een elektrische (maar geen snelle) trambus (lange gelede bus) op een "maximaal vrije" eigen rijstrook.

## Tracé
Vanaf het station Hasselt ging het sneltram-tracé via de Mouterijstraat en de Stokerijstraat naar de Kolenkaai. De tramlijn zou hier aansluiten op de Kleine Ring (Thonissenlaan, Martelarenlaan) tot aan het Kolonel Dusartplein. Vervolgens zou de Koning Boudewijnlaan N702 gevolgd worden naar de ondertussen aangelegde openbaarvervoertunnel, onder het kruispunt van de Universiteitslaan (N702) met de Grote Ring rond Hasselt. Zowel de sneltram Hasselt – Maastricht als de lijn Hasselt – Genk – Maasmechelen (buslijn, later eveneens sneltramverbinding) zouden van deze tunnel gebruik maken, met een halte. In de bocht die de Universiteitslaan daarna maakt, buigt het tracé af om de Universiteit Hasselt te bedienen. Tot Bilzen zou de sneltram pal naast spoorlijn 34 (Hasselt – Beverst – Luik) lopen. Daarvoor werden alle overwegen in Diepenbeek vervangen door een ondertunnelingen, bruggen en parallelwegen. Later zullen ook enkele overwegen in de gemeente Bilzen ongelijkvloers gemaakt worden, projecten gefinancierd wordt door zowel de Federale als de Vlaamse regering, wat zelden voorkomt.
Vanaf Bilzen zou de tram op de voormalige spoorlijn 20 (Beverst – Maastricht) rijden. Vanaf Lanaken zou de sneltramlijn een nieuw tracé krijgen ten noorden van de Europalaan, zodat de halte in Lanaken op de plaats van het Europamonument kon komen, dichter bij het dorpscentrum dan het vroegere station. Daarna zou de tram het Albertkanaal oversteken en zou hij als tramtrein het opgeknapte en sinds 2009 voor goederenverkeer gereactiveerde deel van spoorlijn 20 gebruiken tussen Lanaken en Maastricht.
Voor het traject in Maastricht bestonden aanvankelijk vijf mogelijkheden, waaronder aanvankelijk het tracé over de Markt verkozen werd. Op 13 mei 2011 werd besloten de Maasboulevard te volgen. De tram zou dan de Maas oversteken via de Wilhelminabrug, om via de Sint Maartenslaan het Station Maastricht te bereiken. Een verlenging later tot aan het Academisch Ziekenhuis Maastricht werd wenselijk geacht.
De totale lengte bedraagt ongeveer 35 km. Met lijnbussen bedroeg de reisduur tussen deze twee steden anno 2022 1 uur en 17 minuten.  Met de sneltram zou de reistijd teruggebracht worden tot 37 minuten. De lijn zou oorspronkelijk dertien haltes tellen, waarvan drie in Hasselt en drie in Maastricht. Naast de tijdwinst hoopte men in Maastricht dat de tram het openbaar vervoer aantrekkelijker zou maken en op die manier een oplossing zou bieden voor de groeiende verkeersdrukte in het stadscentrum. Ook betekende de tram een betere ontsluiting van het toekomstige woon- en werkgebied Belvédère.

## Spoorwijdte
De spoorwijdte zou 1435 mm (normaalspoor) worden zoals bij de spoorwegen en de Brusselse tram, en niet het meterspoor van de andere Vlaamse tramnetten.

## Geschiedenis
Op 30 juni 2008 tekenden de Vlaamse en Nederlandse ministers van Verkeer een overeenkomst, hierin gevolgd door gedeputeerde Janssen en wethouder Nuss op 13 december 2011. Op 23 oktober 2009 werd het ruimtelijk uitvoeringsplan (RUP) voor de aanleg te Bilzen goedgekeurd door de Vlaamse regering. De werkzaamheden zouden starten in 2014, dit werd uitgesteld tot 2015. De openstelling was aanvankelijk gepland voor 2017. In 2016 werd dat bijgesteld naar 2021. Eind september 2011 raamde men de totale kostprijs op ongeveer 200 miljoen euro (infrastructuur, inclusief trams en bouw van stelplaats). Volgens ramingen zou de tramlijn jaarlijks 6,8 miljoen reizigers vervoeren.

### Wilhelminabrug
Begin 2015 werd bekend dat de stad Maastricht de tramlijn "voorlopig" wilde inkorten tot aan de linker Maasoever en niet bij het Station Maastricht aan de overkant, zoals contractueel overeengekomen. Dit omdat de Wilhelminabrug niet sterk genoeg bleek om de tram te dragen. De aanleg van een nieuwe brug werd geraamd op 100 miljoen euro, waarvoor geen geld beschikbaar was. Deze beslissing zette voor de Vlaamse regering het hele project op de helling.
In oktober van dat jaar besloot de Maastrichtse gemeenteraad, na bestudering van diverse alternatieve routes, dat de tram definitief ingekort zou worden tot de Maasboulevard bij Mosae Forum. Ook een tracé via de bestaande spoorbrug bleek geen optie en zou bovendien de binnenstad links laten liggen. Men meende dat een eindhalte op de Maasboulevard nauwelijks invloed zou hebben op het aantal tramreizigers,vergeleken met het oorspronkelijke plan. Daarop liet de Vlaamse minister-president Geert Bourgeois weten dat de lijn er niet zou komen als deze niet zou eindigen bij Station Maastricht, zoals contractueel voorzien.

### Patstelling
In de loop van 2015 geraakte het tramdossier in een patstelling, waarbij Nederland dreigde met een rechtszaak wegens contractbreuk. Geert Bourgeois stelde voor om het geld voor de sneltram te investeren in twee andere Spartacus-lijnen (lijn 2 naar Maasmechelen en lijn 3 naar Neerpelt) en de Limburgse Noord-Zuidverbinding (A24). Anderen haalden oudere plannen terug om spoorlijn 20 te reactiveren voor treinverkeer. De gouverneur van Belgisch Limburg gaf aan niet meer te geloven in de realisatie van het project.
Omdat de studies voor het dossier gebaseerd waren op een tracé over de bestaande Wilhelminabrug tot aan het station en er bij de wijziging van het bestemmingsplan al voldoende waarschuwingen waren dat er grote risico’s waren verbonden aan het gekozen traject over de brug, werden de wijzigingen van de bestemmingsplannen begin 2016 vernietigd door de Nederlandse Raad van State.
In de loop van 2016 werd er gewerkt aan een oplossing voor het probleem van de eindhalte. Er werd een studie gemaakt die het budgettaire effect van de inkorting van de tramlijn voor De Lijn moest inschatten. In een van de scenario's zou de Nederlandse bijdrage aan het project verhoogd worden.
Op 15 december 2016 werd een nieuwe overeenkomst gesloten die de weg opnieuw vrijmaakte voor de tramverbinding tussen Hasselt en Maastricht. Er werd vooropgesteld dat de eerste tram vanaf 2021 zou kunnen gaan rijden.

### Verdere tegenvallers
Eind mei 2017 werd de opleveringsdatum opnieuw met twee jaar opgeschoven naar 2023. In mei 2019 verklaarde de Nederlandse Raad van State bezwaren van omwonenden in Maastricht tegen het bestemmingsplan ongegrond, waardoor de aanbesteding van de werkzaamheden kon starten. Wel werd een maximum gesteld aan de geluidsbelasting voor de omgeving. Als er geen verdere vertragingen kwamen, kon de aanleg in 2022 beginnen en kon de tram vanaf 2024 rijden.
In 2021 was de realisatie van de tramlijn echter nog niet dichterbij. Al in 2019 hadden twee van de drie consortia zich teruggetrokken uit de aanbesteding. Van de overblijvers lagen de offertes ver boven de begroting van ruim 300 miljoen euro, zowel voor de infrastructuur als het materieel.
Bovendien besloot het gemeentebestuur van Hasselt het beginpunt van de tram op enige afstand van het station Hasselt te leggen. Omdat in 2015 de eindhalte bij station Maastricht was komen te vervallen en de Nederlandse overheden daarvoor een schadeloosstelling van 11 miljoen euro aan het Vlaams gewest hadden betaald, werd dit bedrag nu teruggeëist.

### Annulering tramlijn en voorstel trambus
De Vlaamse minister van Mobiliteit en Openbare Werken Lydia Peeters opperde in 2021 in plaats van een tramlijn een hoogwaardige buslijn (met 'trambussen') aan te leggen, net zoals bij de tweede voorgenomen tramlijn van het Spartacusplan, Hasselt - Genk - Maasmechelen.
In mei 2022 werd door de Vlaamse regering bekendgemaakt dat het plan voor een tram definitief niet doorging. Ze wilde daarvoor in de plaats een elektrische (maar tragere) trambus (lange gelede bus) laten rijden op een "maximaal vrije" bedding. Als doel op langere termijn noemde de minister een oplossing als Autonomous Rail Rapid Transit (ART), een lange, gelede bus die gebruik maakt van optische geleiding.
In mei 2023, een jaar na het afblazen van de plannen, dreigden de Gemeente Maastricht en de Nederlandse Provincie Limburg naar de rechter te stappen om de naar eigen zeggen 22,3 miljoen euro, die van Nederlandse zijde in het project geïnvesteerd zijn, terug te ontvangen van Vlaamse zijde. Dat bedrag is inclusief de 11 miljoen euro die in 2015 als schadeloosstelling werd betaald vanwege het aan Nederlandse zijde inkorten van het tracé. Volgens de Nederlandse overheden is er sprake van contractbreuk door de Vlaamse regering.

### Voorbereidende werkzaamheden
Voor de annulering van het sneltram project in mei 2022 waren al enkele voorbereidende werkzaamheden verricht, die thans voor een deel tot de grote nutteloze werken moeten worden gerekend.:
- In Hasselt waren omstreeks 2010 ten westen van het station enkele honderden meters tramrails in een busbaan gelegd.[27]
- Eveneens in Hasselt is in 2021 ten zuiden van de Koning Boudewijnlaan/Universiteitslaan een busbaan geopend, met een nieuwe OV-tunnel onder de R71 Gouverneur Verwilghensingel, waar de mogelijkheid was voorzien om later de tramlijn door aan te leggen.[28] Deze busbaan en tunnel worden echter gebruikt voor de buslijnen van Hasselt naar UHasselt / Genk, aan de halte Provinciehuis, en zijn dus niet nutteloos.
- Niet direct voor de sneltram, maar wel deels samenvallend met het geplande tramtracé, is vanaf 2007 voor het goederenspoorverkeer vanaf de papierfabriek van Sappi in Lanaken de spoorlijn 20 tussen Maastricht en Lanaken opgeknapt, zowel aan Nederlandse als aan Belgische zijde. Er hebben slechts enkele goederentreinen over deze spoorlijn gereden, voor in 2016 de sluiting werd aangekondigd.[29][30][31].